# Cyrestis camillus
Bướm bản đồ châu Phi (Cyrestis camillus) là một loài bướm ngày thuộc họ Nymphalidae. Nó được tìm thấy ở Africa, from Sierra Leone to Ethiopia và Tanzania và from Kenya to Natal.
Sải cánh dài 42–55 mm.
Ấu trùng ăn Morus, Ficus và Zizyphus species.

## Phụ loài
- Cyrestis camillus camillus
- Cyrestis camillus sublineata
- Cyrestis camillus elegans